# Garypinus afghanicus afghanicus
Garypinus afghanicus afghanicus es una subespecie de arácnido del orden Pseudoscorpionida de la familia Olpiidae.

## Distribución geográfica
Se encuentra en Afganistán y en Irán.